# Bahrenfleth
Bahrenfleth è un comune tedesco del circondario di Steinburg, nella regione dello Schleswig-Holstein. Ha circa 600 abitanti.